# Extremity
Extremity es una película de terror estadounidense de 2018 dirigida por Anthony DiBlasi, protagonizada por Chad Rook, Dana Christina y J. LaRose.

## Reparto
- Chad Rook como Bob/Red Skull
- Chantal Perron como la Dra. Silvia Nichols
- Dana Christina como Allison Belle
- Dylan Sloane como Zachary
- Ashley Smith como Nell Leycock/Cráneo Blanco
- Yoshihiro Nishimura como camarógrafo
- Ami Tomite como Konishi
- J. LaRose como Phil

## Estreno
La película recibió un estreno limitado en cines y se estrenó en VOD y Blu-ray el 2 de octubre de 2018.